# Liste der isländischen Meister im Skispringen
Die Liste der isländischen Meister im Skispringen listet alle Sieger bei isländischen Meisterschaften im Skispringen auf.

## Wettbewerbe
Die Meisterschaften wurden von 1937 bis 1995 auf Schanzen mit K-Punkt von 35 bis 50 Metern ausgetragen. 1941, 1959, 1990, 1991 und ab 1996 gab es keine Meisterschaft im Skispringen.

### Herren Winter
| Jahr | Austragungsort | Sieger                    | Vize                      | Dritter                   |
| ---- | -------------- | ------------------------- | ------------------------- | ------------------------- |
| 1937 | Hveradalir     | Alfred Jónsson            | Jón Þorsteinsson          | Jóhann Sölvason           |
| 1938 | Siglufjörður   | Ketill Ólafsson           | NB                        | NB                        |
| 1939 | Ísafjörður     | Alfred Jónsson            | NB                        | NB                        |
| 1940 | Akureyri       | Jón Þorsteinsson          | NB                        | NB                        |
| 1942 | Akureyri       | Sigurgeir Þórarinsson     | NB                        | NB                        |
| 1943 | Kolviðarhól    | Jónas Þórarinn Ásgeirsson | NB                        | NB                        |
| 1944 | Siglufjörður   | Jón Þorsteinsson          | NB                        | NB                        |
| 1945 | Ísafjörður     | Jón Þorsteinsson          | NB                        | NB                        |
| 1946 | Akureyri       | Guðmundur Guðmundsson     | NB                        | NB                        |
| 1947 | Kolviðarhól    | Jón Þorsteinsson          | Ásgrímur Stefánsson       | Jónas Þórarinn Ásgeirsson |
| 1948 | Akureyri       | Sigurður Þórðarson        | Helgi Óskarsson           | Haraldur Pálsson          |
| 1949 | Kolviðarhól    | Jónas Þórarinn Ásgeirsson | NB                        | NB                        |
| 1950 | Siglufjörður   | Jónas Þórarinn Ásgeirsson | Ásgrímur Stefánsson       | Jóhann Magnússon          |
| 1951 | Ísafjörður     | Jónas Þórarinn Ásgeirsson | Haraldur Pálsson          | Guðmundur Árnason         |
| 1952 | Akureyri       | Guðmundur Árnason         | Jónas Þórarinn Ásgeirsson | Skarphéðinn Guðmundsson   |
| 1953 | Akureyri       | Skarphéðinn Guðmundsson   | Jónas Þórarinn Ásgeirsson | Ari Friðbjörn Guðmundsson |
| 1954 | Siglufjörður   | Guðmundur Árnason         | Geir Sigurjónsson         | Jónas Þórarinn Ásgeirsson |
| 1955 | Akureyri       | Jónas Þórarinn Ásgeirsson | Guðmundur Árnason         | Skarphéðinn Guðmundsson   |
| 1956 | Ísafjörður     | Eysteinn Þórðarson        | NB                        | NB                        |
| 1957 | Akureyri       | Jónas Þórarinn Ásgeirsson | Sveinn Sveinsson          | Skarphéðinn Sigurjónsson  |
| 1958 | Kolviðarhól    | Skarphéðinn Guðmundsson   | Jón Þorsteinsson          | Jónas Þórarinn Ásgeirsson |
| 1960 | Siglufjörður   | Skarphéðinn Guðmundsson   | Sveinn Sveinsson          | Eysteinn Þórðarson        |
| 1961 | Ísafjörður     | Sveinn Sveinsson          | Valdimar Örnólfsson       | Svanberg Þórðarson        |
| 1962 | Akureyri       | Skarphéðinn Guðmundsson   | Sveinn Sveinsson          | Geir Sigurjónsson         |
| 1963 | Siglufjörður   | Skarphéðinn Guðmundsson   | Sveinn Sveinsson          | Jónas Þórarinn Ásgeirsson |
| 1964 | Ísafjörður     | Sveinn Sveinsson          | Birgir Guðlaugsson        | Svanberg Þorðarson        |
| 1965 | Akureyri       | Björn Þór Ólafsson        | Sveinn Sveinsson          | Geir Sigurjónsson         |
| 1966 | Ísafjörður     | Svanberg Þorðarson        | Sveinn Sveinsson          | Björn Þór Ólafsson        |
| 1967 | Siglufjörður   | Svanberg Þorðarson        | Sveinn Sveinsson          | Skarphéðinn Guðmundsson   |
| 1968 | Akureyri       | Steingrímur Garðarsson    | Birgir Guðlaugsson        | Sigurður Þorkelsson       |
| 1969 | Ísafjörður     | Haukur Jonsson            | Birgir Guðlaugsson        | Sigurjon Erlendsson       |
| 1970 | Siglufjörður   | Björn Þór Ólafsson        | Sigurður Þorkelsson       | Svanberg Þorðarson        |
| 1971 | Akureyri       | Björn Þór Ólafsson        | Sigurður Þorkelsson       | Steingrímur Garðarsson    |
| 1972 | Ísafjörður     | Björn Þór Ólafsson        | Steingrímur Garðarsson    | Sigurður Þorkelsson       |
| 1973 | Siglufjörður   | Steingrímur Garðarsson    | Björn Þór Ólafsson        | Sigurður Þorkelsson       |
| 1974 | Bláfjöll       | Björn Þór Ólafsson        | Sigurður Þorkelsson       | Þórhallur Sveinsson       |
| 1975 | Ísafjörður     | Björn Þór Ólafsson        | Sveinn Stefánsson         | Marteinn Kristjánsson     |
| 1976 | Akureyri       | Björn Þór Ólafsson        | Marteinn Kristjánsson     | Viðar Konráðsson          |
| 1977 | Siglufjörður   | Marteinn Kristjánsson     | Björn Þór Ólafsson        | Ásgrimur Konráðsson       |
| 1978 | Reykjavík      | Björn Þór Ólafsson        | Þorsteinn Þorvaldsson     | Sveinn Stefánsson         |
| 1979 | Ísafjörður     | Björn Þór Ólafsson        | Jóhann Sigurðsson         | Þorsteinn Þorvaldsson     |
| 1980 | Akureyri       | Björn Þór Ólafsson        | Benóný Þorkelsson         | Þorsteinn Þorvaldsson     |
| 1981 | Siglufjörður   | Haukur Snorrason          | Björn Þór Ólafsson        | Jakob Karáson             |
| 1982 | Reykjavík      | Þorvaldur Jónsson         | Haukur Snorrason          | Ásgrimur Konráðsson       |
| 1983 | Ísafjörður     | Þorvaldur Jónsson         | Haukur Hilmarsson         | Ásgrimur Konráðsson       |
| 1984 | Akureyri       | Þorvaldur Jónsson         | Björn Þor Ólafsson        | Guðmundur Konráðsson      |
| 1985 | Siglufjörður   | Þorvaldur Jónsson         | NB                        | NB                        |
| 1986 | Bláfjöll       | Þorvaldur Jónsson         | Ólafur Björnsson          | Haukur Hilmarson          |
| 1987 | Reykjavík      | Ólafur Björnsson          | Randver Sigurðsson        | Guðmundur Konráðsson      |
| 1988 | Akureyri       | Ólafur Björnsson          | Helgi Hannesson           | Guðmundur Konráðsson      |
| 1989 | Siglufjörður   | Ólafur Björnsson          | Guðmundur Konráðsson      | Helgi Hannesson           |
| 1992 | Ólafsfjörður   | Ólafur Björnsson          | Randver Sigurðsson        | Sirgurður Sigurgeirson    |
| 1993 | Akureyri       | Ólafur Björnsson          | Guðmundur Konráðsson      | Magnús Þorgeirsson        |
| 1994 | Siglufjörður   | Ólafur Björnsson          | Magnús Þorgeirsson        | Björn Þór Ólafsson        |
| 1995 | Ólafsfjörður   | Ólafur Björnsson          | Magnús Þorgeirsson        | NB                        |

NB steht für "nicht bekannt"

### Junioren
| Jahr | Ort        | Disziplin | 1.            | 2.                 | 3.             |
| ---- | ---------- | --------- | ------------- | ------------------ | -------------- |
| 1969 | Ísafjörður | Einzel    | Kurt Titussen | Gudmundur Olafsson | Nikolai Hansen |

### Statistik
|    | Athlet                 | Siege |
| -- | ---------------------- | ----- |
| 1. | Ólafur Björnsson       | 1     |
| 1. | Skarpheðin Guðmundsson | 1     |
| 1. | Alfred Jónsson         | 1     |
| 1. | Haukur Jonsson         | 1     |
| 1. | Þorvaldur Jónsson      | 1     |
| 1. | Björn Óór Ólafsson     | 1     |
| 1. | Ásgrímur Stefánsson    | 1     |